# ステファニー・フラパール
- ステファニー・フラッパール
- ステファニー・フラパート

ステファニー・フラパール（フランス語: Stéphanie Frappart、1983年12月14日 - ）は、フランスのサッカー審判員。2009年からFIFA選出の国際審判員となっている。

## 来歴
2011年よりフランスの男子サッカーの3部リーグであるフランス全国選手権で審判員を務める。
2014年、リーグ・ドゥ（男子サッカーの二部リーグ）で初めての女性審判員となった 。2015 FIFA女子ワールドカップではグループリーグのオーストラリア対ナイジェリア戦、決勝トーナメント一回戦のアメリカ対コロンビア戦 で主審を務めた。
2018年12月、翌年フランスで開催される2019 FIFA女子ワールドカップの審判員を務めることが決まった。大会では、準々決勝以降に審判を務める11人の中に残り、決勝のアメリカ対オランダ戦で主審を務めた。
2019年4月、女性審判員として初めてリーグ・アン（フランス男子サッカーの1部リーグ）の審判員を務めることが決定した。4月28日、アミアンSC対RCストラスブールの主審を務めた。
2019年8月14日、 イスタンブールのボーダフォン・アリーナで行われた2019 UEFAスーパーカップ（リヴァプールFC対チェルシーFC戦）の主審を務めた。これにより、彼女は「欧州男子サッカーの主要な試合を初めて裁く女性審判」となった。リヴァプールの監督ユルゲン・クロップ、チェルシーの監督フランク・ランパードは、彼女がスーパーカップの審判を務めることを歓迎した。
2020年12月2日、女性審判員として史上初となるUEFAチャンピオンズリーグでの主審を、ユヴェントスFC対FCディナモ・キーウ戦で担当した。2021年3月27日には、これも女性審判員として史上初となる、FIFAワールドカップ予選での主審を、2022 FIFAワールドカップ・ヨーロッパ予選グループG・オランダ対ラトビア戦で担当した。
2022年12月1日、2022 FIFAワールドカップグループE最終節コスタリカ対ドイツ戦において、女性で史上初となるFIFAワールドカップ本大会での主審を務めた。